# 氏家直昌
氏家 直昌（うじいえ なおまさ）は、戦国時代から安土桃山時代にかけての武将。氏家氏13代当主。

## 生涯
氏家氏は宇都宮氏の庶流。直昌は西美濃三人衆の一人・氏家直元（卜全、大垣城城主）の子として生まれる。
始め美濃斎藤氏に仕えるが、織田信長に降る。
元亀2年（1571年）の長島一向一揆攻めで、父が戦死したため、家督を継いだ。
信長に従って各地を転戦し、天正元年（1573年）の一乗谷城の戦いではかつての旧主・斎藤龍興を討ち取るという武功を挙げた。
天正7年（1579年）、荒木村重が稲葉貞通を攻撃した際、堀川国満と共に撃退した。その後も石山合戦や荒木村重討伐などに参加して武功を挙げている。
天正10年（1582年）に信長が本能寺の変で横死した後は羽柴秀吉と誼を通じる。天正11年（1583年）4月20日、秀吉が出陣後も堀尾吉晴は大垣城に残り直昌を説得して、一緒に秀吉のあとを追い賤ヶ岳に出陣したとされる（『甫庵太閤記』）。秀吉本陣の背後の安全を請け負った吉晴の役割は重大であり、直通を賤ヶ岳出陣に踏み切らせた功績は甚大であった。吉晴と直昌のやりとりは『譜牒餘録』にも見えていることからほぼ事実といえる。
天正11年（1583年）に死去。跡を弟の行広が継いだ。